# Poecilippe simplex
Poecilippe simplex là một loài bọ cánh cứng trong họ Cerambycidae.